# Leo Appelt
Leo Appelt (Hannover-Baja Sajonia, 26 de mayo de 1997) es un ciclista alemán.
En 2013 fue campeón junior en ruta en el Festival Olímpico de la Juventud Europea, y subcampeón en la prueba contrarreloj del mismo evento.
En 2015 se proclamó campeón en el Campeonato Mundial de Ciclismo en Ruta de 2015 de Richmond, en la prueba contrarreloj juniors.

## Palmarés

### Junior
2013
- Festival Olímpico de la Juventud Europea en Ruta Junior[3]
- 2.º en el Festival Olímpico de la Juventud Europea Contrarreloj Junior[3]

2015
- Campeonato Mundial Contrarreloj Junior